# Una furtiva lacrima
Una furtiva lacrima (Una llàgrima furtiva) és una romança per a tenor inclosa en l'òpera L'elisir d'amore, composta per Gaetano Donizetti el 1832. Constitueix una de les l'àries més cèlebres de l'òpera. El primer tenor que la va cantar va ser Giovan Battista Genero el 1832 i l'han interpretada a través dels anys, tenors com Enrico Caruso, Jussi Björling, Beniamino Gigli, Alfredo Sadel, Tito Schipa, Mario Lanza, Alfredo Kraus, Luciano Pavarotti, Plácido Domingo, José Carreras, Andrea Bocelli, Rolando Villazón, Ramón Vargas, Juan Diego Flórez, etc.
Una furtiva lacrima es canta durant la vuitena escena del segon acte. L'ingenu Nemorino ha comprat un suposat elixir d'amor a l'entabanador doctor Dulcamara, convençut que en ingerir-lo podrà conquistar el cor d'Adina, una bella i rica terratinent, però l'estratagema sembla que no causa cap efecte, ja que en comptes del suposat elixir li han venut vi de Bordeus i a més Adina anuncia el seu compromís amb un altre pretendent, el sergent Belcore. Desesperat i amb la finalitat d'aconseguir diners per adquirir una altra dosi del suposat elixir, l'enamorat s'allista com a soldat en el regiment del seu rival Belcore. A la vegada les noies de la vila s'assabenten que ha mort un oncle de Nemorino, deixant-li una enorme fortuna, per la qual cosa totes comencen a envoltar-lo i a coquetejar amb ell, la qual cosa l'ingenu camperol interpreta com un efecte de l'elixir.
L'ària està introduïda per una arpa seguida al cap de poc per un fagot, que li dona un to melancòlic a tota la melodia.

## Lletra
| Libreto original (italià) | Traducció |
| --- | --- |
| Una furtiva lacrima negli occhi suoi spuntò: Quelle festose giovani invidiar sembrò. Che più cercando io vò? M'ama! Sì, m'ama, lo vedo. Lo vedo. Un solo istante i palpiti del suo bel cor sentir! I miei sospir, confondere per poco a' suoi sospir! I palpiti, i palpiti sentir, confondere i miei coi suoi sospir... Cielo! Si può morir! Di più non chiedo, non chiedo. Ah, cielo! Si può, Si può morir Di più non chiedo, non chiedo. Si può morir, Si può morir d'amor. | Una furtiva llàgrima dels seus ull va brollar, A aquelles joves alegres va semblar envejar. Què més vaig buscant? M'estima, sí, m'estima, ho veig. Ho veig. Un sol instant el batec del seu bell cor sentir!! Confondre els meus sospirs una mica amb el seu sospirǃ Els batecs, els batecs sentir, confondre el meu amb el seu sospir... Celǃ Es pot morir! No demano més, no demano. Oh cel! Si pogués, si pogués morir! No demano més, no demano. Es pot morir, es pot morir d'amor! |

## Banda sonores de pel·lícules
Un enregistrament d'aquesta ària interpretada per Enrico Caruso ocupa un lloc destacat en la pel·lícula Match Point (2005), dirigida per Woody Allen.
Aquesta cançó va aparèixer també en la pel·lícula independent Two Lovers amb Joaquin Phoenix i Gwyneth Paltrow, i en una altra pel·lícula de Joaquin Phoenix: It's All About Love.
En la pel·lícula Un air de famille de Cédric Klapisch, el personatge de Philippe fa sonar l'ària cantada per Caruso en la gramola del seu restaurant.
En Mamma Roma de Pasolini, un grup de joves canta aquesta ària a Ettore.
El personatge Jake Fratrelli, interpretat per Robert Davi, canta part d'aquesta ària en la pel·lícula The Goonies.
En el film Romanza Final, el tenor Josep Carreras interpreta el tenor Julián Gayarre qui al moment de sortir a escena a cantar aquesta ària, li comuniquen que la seva mare ha mort. 
També apareix en l'últim lliurament de la saga "Rocky" en "Rocky Balboa" en una escena en què Steves està en el restaurant de Rocky Balboa.